# Stor-Orrmyrtjärnen
Stor-Orrmyrtjärnen är en sjö i Robertsfors kommun i Västerbotten och ingår i Dalkarlsåns huvudavrinningsområde.